# Žarėnai
Žarėnai is een plaats in de gemeente Telšiai in het Litouwse district Telšiai. De plaats telt 588 inwoners (2001).